# کرده ناب
کرده ناب، روستایی از توابع بخش مرکزی شهرستان زنجان در استان زنجان ایران است.پیرترین فرد روستا صفر میباشد که بیشتر از ۱۰۰ سال سن دارد و در این روستا شغل اکثریت دامداری و کشاورزی است که یولعلی از بزرگترین دامداران این روستا است و در روستا مشغول تولید و خدمتگذاری میباشد از دیگر زحمتکشان روستا کریم میباشد که در آوردن چوپان برای روستا زحمت فراوانی میکشد

## جمعیت
این روستا در دهستان بناب قرار دارد و براساس سرشماری مرکز آمار ایران در سال ۱۳۸۵، جمعیت آن ۶۸ نفر (۱۷خانوار) بوده‌است.  